# Cuisery
Cuisery é uma comuna francesa na região administrativa de Borgonha-Franco-Condado, no departamento Saône-et-Loire. Estende-se por uma área de 11,32 km². Em 2010 a comuna tinha 1 593 habitantes (densidade: 140,7 hab./km²).